# Paul Wildsmith
Paul Wildsmith (* 1944 in Shipley (West Yorkshire); † 2000 in Northumberland) war ein britischer Radrennfahrer und nationaler Meister im Radsport.

## Sportliche Laufbahn
Wildsmith war im Straßenradsport aktiv. 1967 gewann er die nationale Meisterschaft im Bergzeitfahren vor Gordon Clements. 1966 war er Vize-Meister hinter Peter Greenhalgh geworden. 1968 wurde er Zweiter hinter Peter Gannon. 1972 und 1973 stand er als Dritter auf dem Podium des Meisterschaftsrennens. Bis 1979 blieb er im Radsport aktiv. Alle seine Siege holte er in britischen Rennen.

## Berufliches
Wildsmith war als Dozent für Telekommunikation am Newcastle College tätig.